# Stjålne kroppe
For 1978-version af denne film, se Stjålne kroppe
Stjålne kroppe er en amerikansk science fiction-horrorfilm fra 1956 instrueret af Don Siegel. Hovedrollerne bliver spillet af Kevin McCarthy og Dana Wynter. Filmen er baseret på romanen The Body Snatchers af Jack Finney.

## Handling
Handlingen foregår i den fiktive by Santa Mira, Californien, hvor den lokale læge, Dr. Miles Bennell (Kevin McCarthy) får besøg af en række patienter der beskylder deres kære for at være bedragere. Den mærkelige frygt blandt byens indbyggere stiger i antal men bliver afvist af byen psykiater som irrationelt massehysteri, som Dr. Bennell i første omgang beroliger dig med. Men med hjælp fra sin ven Jack Belicec han opdager snart, at frygt er meget reel, og at byens befolkning faktisk er i færd med at blive erstattet af mystiske ”frø -væsener", der "overtager" ligene af mennesker i byen. "frø- væsenerne", er identiske med de rigtige mennesker af udseende, men har ingen indvendinger mod at dræbe. Det eneste, der adskiller dem fra rigtige mennesker er deres mangel på følelser. Sammen har de ét mål: at udskifte hele menneskeheden.

## Medvirkende
- Kevin McCarthy .... Dr. Miles J. Bennell
- Dana Wynter .... Becky Driscoll
- Larry Gates .... Dr. Dan 'Danny' Kauffman
- King Donovan .... Jack Belicec
- Carolyn Jones .... Theodora 'Teddy' Belicec
- Jean Willes .... Nurse Sally Withers
- Ralph Dumke .... Police Chief Nick Grivett
- Virginia Christine .... Wilma Lentz
- Tom Fadden .... Uncle Ira Lentz
- Kenneth Patterson .... Stanley Driscoll
- Guy Way .... Officer Sam Janzek

## Senere versioner
- Stjålne kroppe, en version fra 1978.
- Stjålne kroppe, en version fra 1993.
- The Invasion, en version fra 2007.

Andre film, der spiller på samme eller lignende temaer kan nævnes Det grusomme udefra (1982), War of the Worlds (2005), The Day of the Triffids  (1962) og den britiske The Body stealers (1969).

## Eksterne Henvisninger
- Stjålne kroppe på Internet Movie Database (engelsk)
- Stjålne kroppe på Filmdatabasen
- Stjålne kroppe på Scope
- Stjålne kroppe i Svensk Filmdatabas (svensk)
- Stjålne kroppe på AlloCiné (fransk)
- Stjålne kroppe på MovieMeter (nederlandsk)
- Stjålne kroppe på AllMovie (engelsk)
- Stjålne kroppe hos American Film Institute (engelsk)
- Stjålne kroppes profil hos Encyclopædia Britannica Online (engelsk)
- Stjålne kroppe på Turner Classic Movies (engelsk)
- "Invasion of the Body Snatchers: A Tale for Our Times," by John W. Whitehead, Gadfly Online, November 26, 2001; diskuterer politiske temaer i den oprindelige film
- McCarthyism and the Movies
- Sammenligning af romanen til alle 3 film tilpasninger